# Askja
Askja è uno stratovulcano situato in Islanda a nord del ghiacciaio Vatnajökull.

## Descrizione
L'Askja è un vulcano che ha eruttato due volte in epoca moderna: una nel 1875 e una nel 1961. La caldera principale del vulcano è occupata dal lago Öskjuvatn, raggiungibile tramite un sentiero che parte dal rifugio Drekagil situato alla base del vulcano. In una caldera minore, invece, si trova lago Viti, meta di escursioni relativamente semplici a partire da un sentiero raggiungibile con mezzi a motore a pochi minuti dal Drekagil.
Il Drekagil, situato proprio alla base dell'Askja, è sede dei ranger dell'altopiano ed è dotato di un ostello per turisti e di un'area campeggio. Nel rifugio è presente una cucina, ma non sono in vendita né generi alimentari né carburante, per cui è necessario rifornirsene prima di mettersi in viaggio verso il vulcano.
L'Askja è raggiungibile dalla Hringvegur lungo il bordo orientale dell'Ódáðahraun, o tramite la Öskjuleið lungo la riva sinistra del Jökulsá á Fjöllum, oppure ancora più ad est tramite la sequenza di Möðrudalsleið, Arnardalsleið ed Austurleið.

## Galleria d'immagini

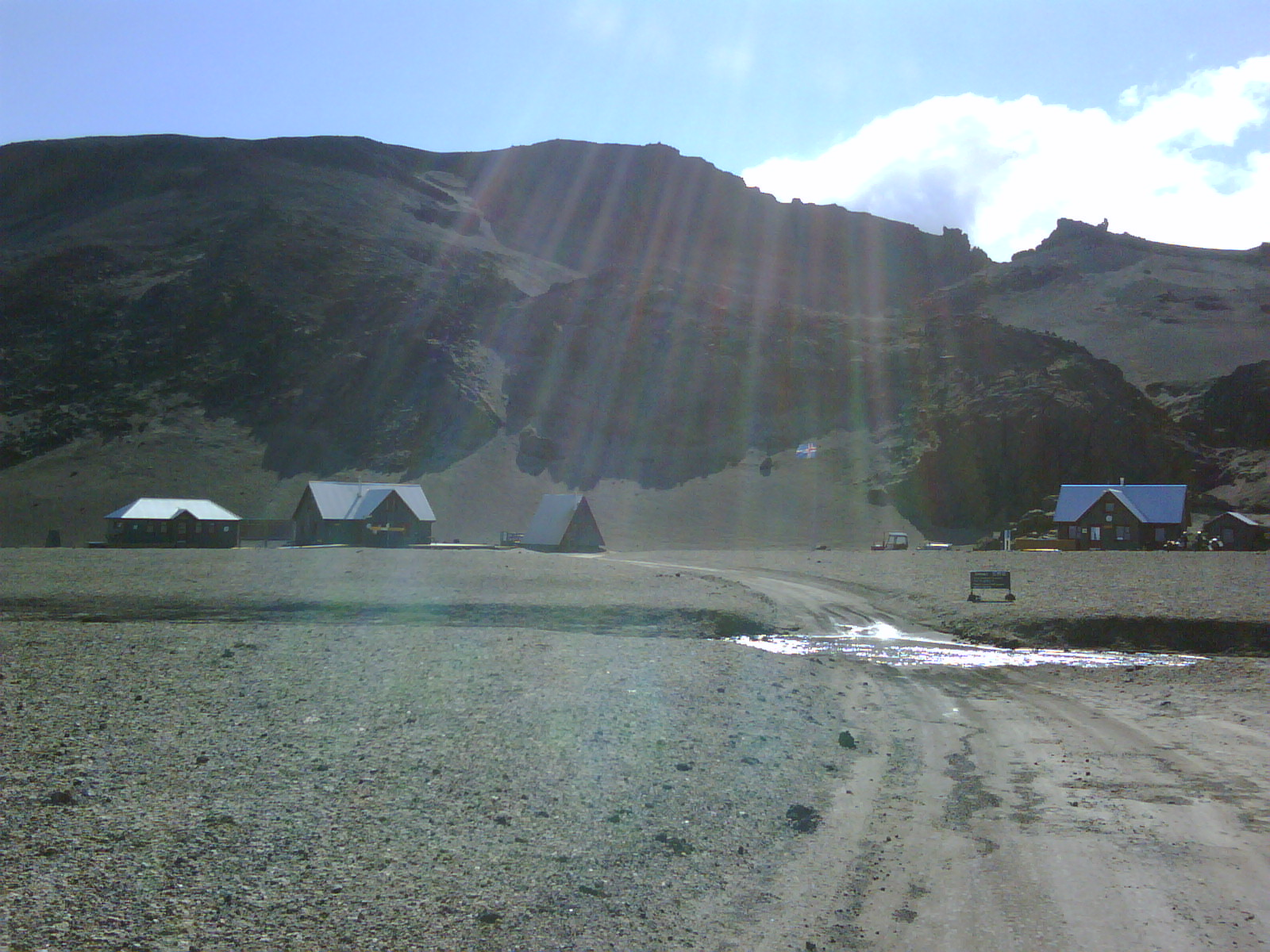
Il rifugio del Drekagil
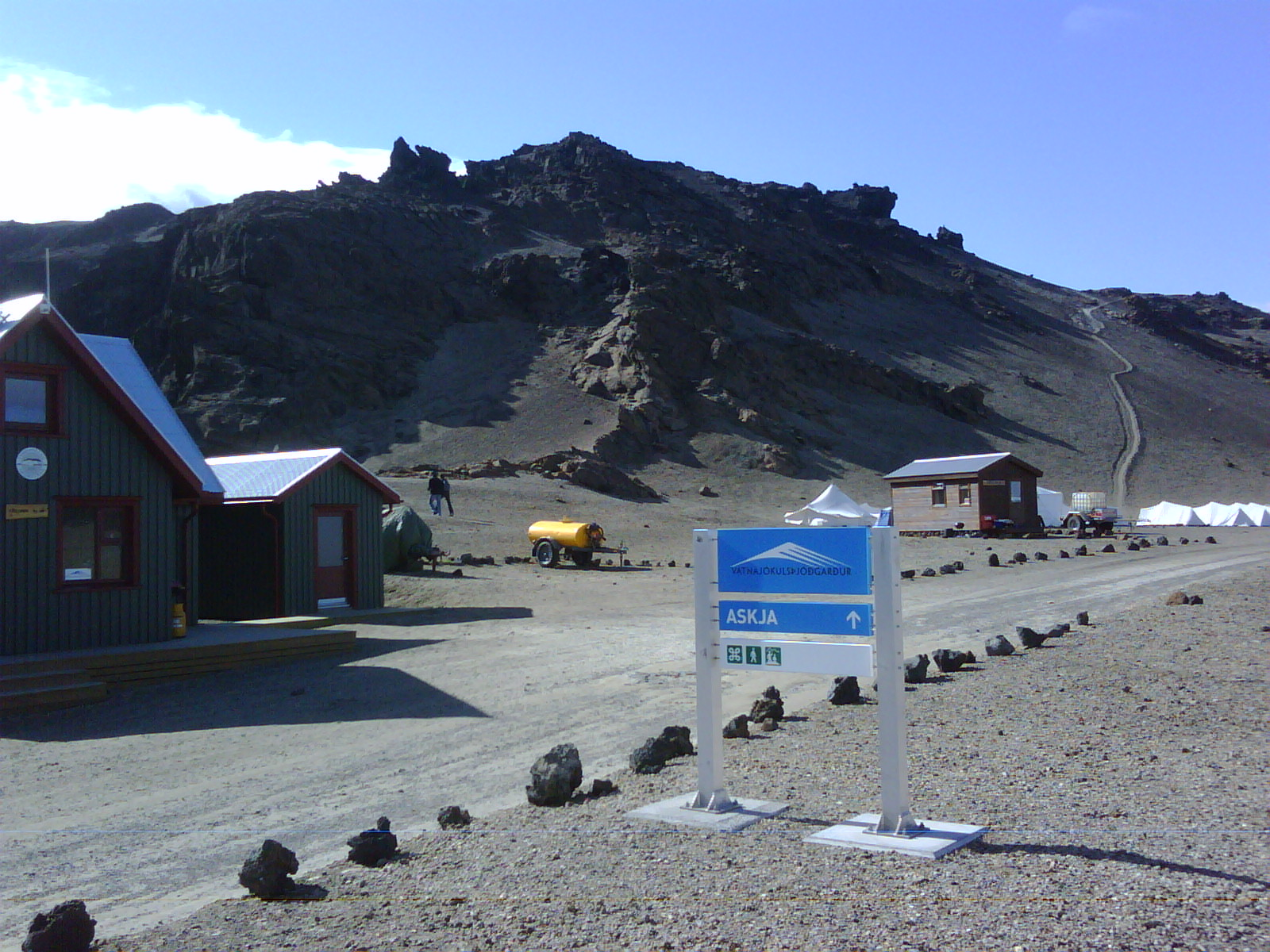
L'Askja visto dal Drekagil
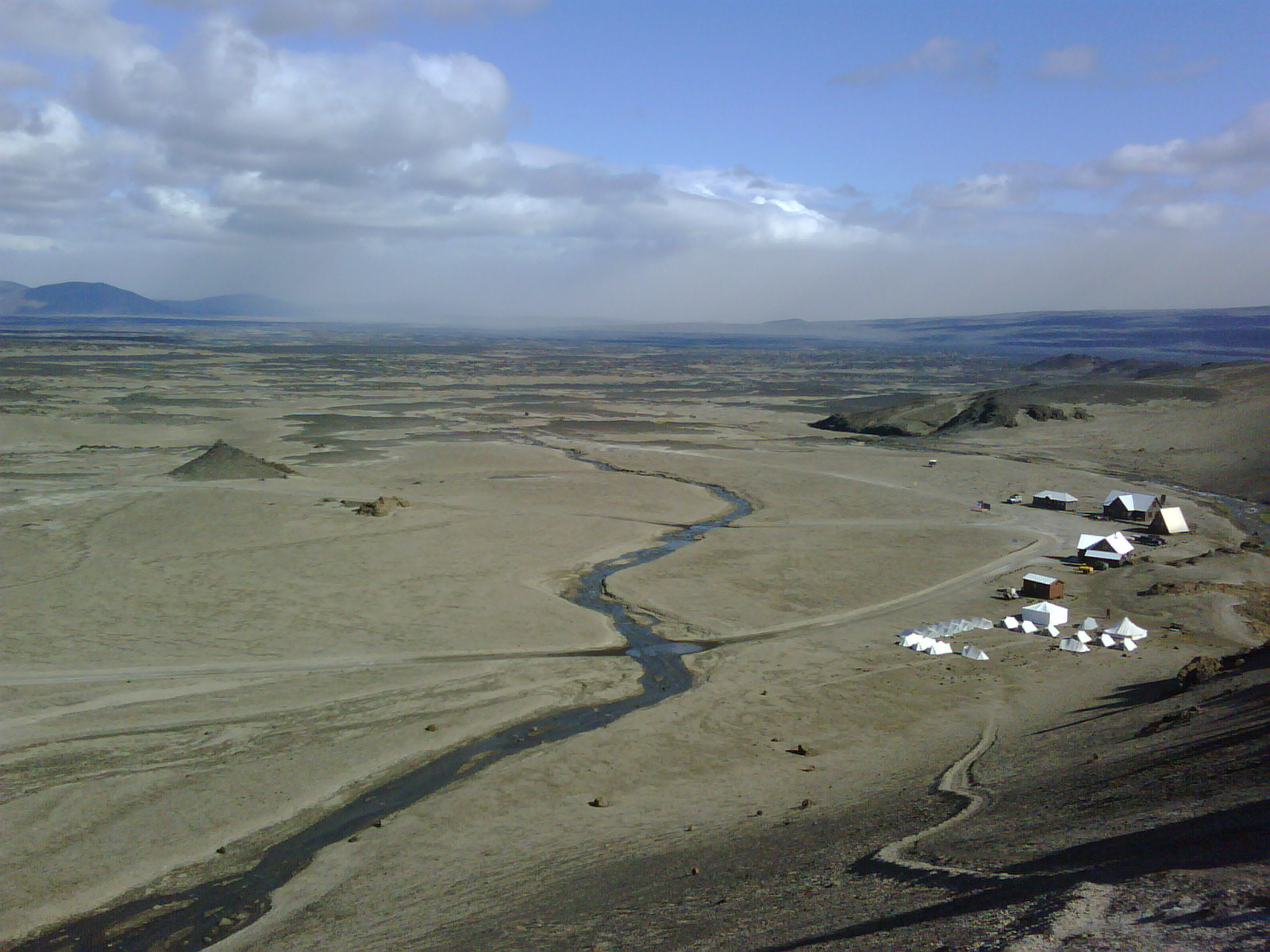
La pianura dell'Ódáðahraun ed il Drekagil visto dall'Askja
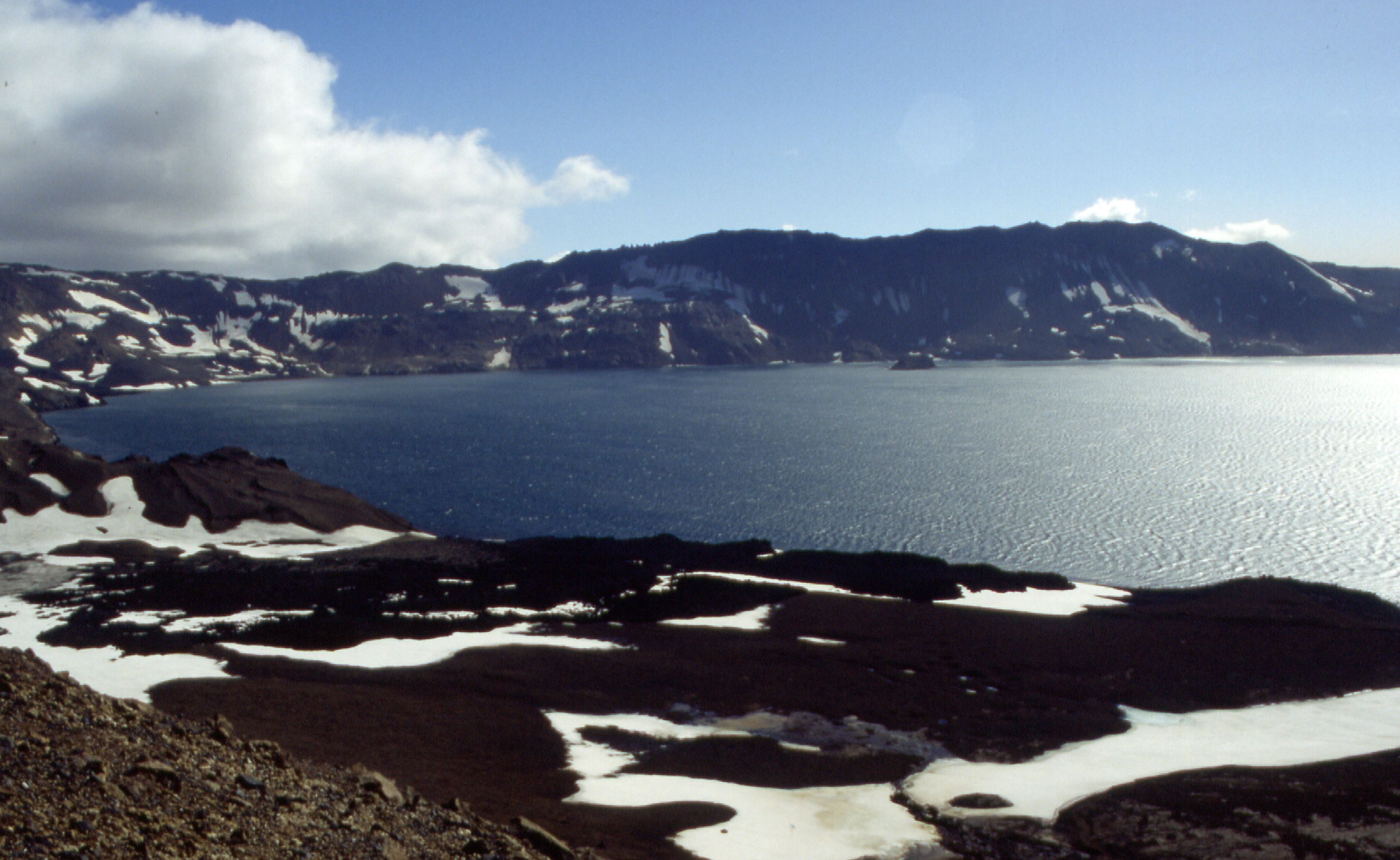
Il lago dell'Öskjuvatn nella bocca principale dell'Askja
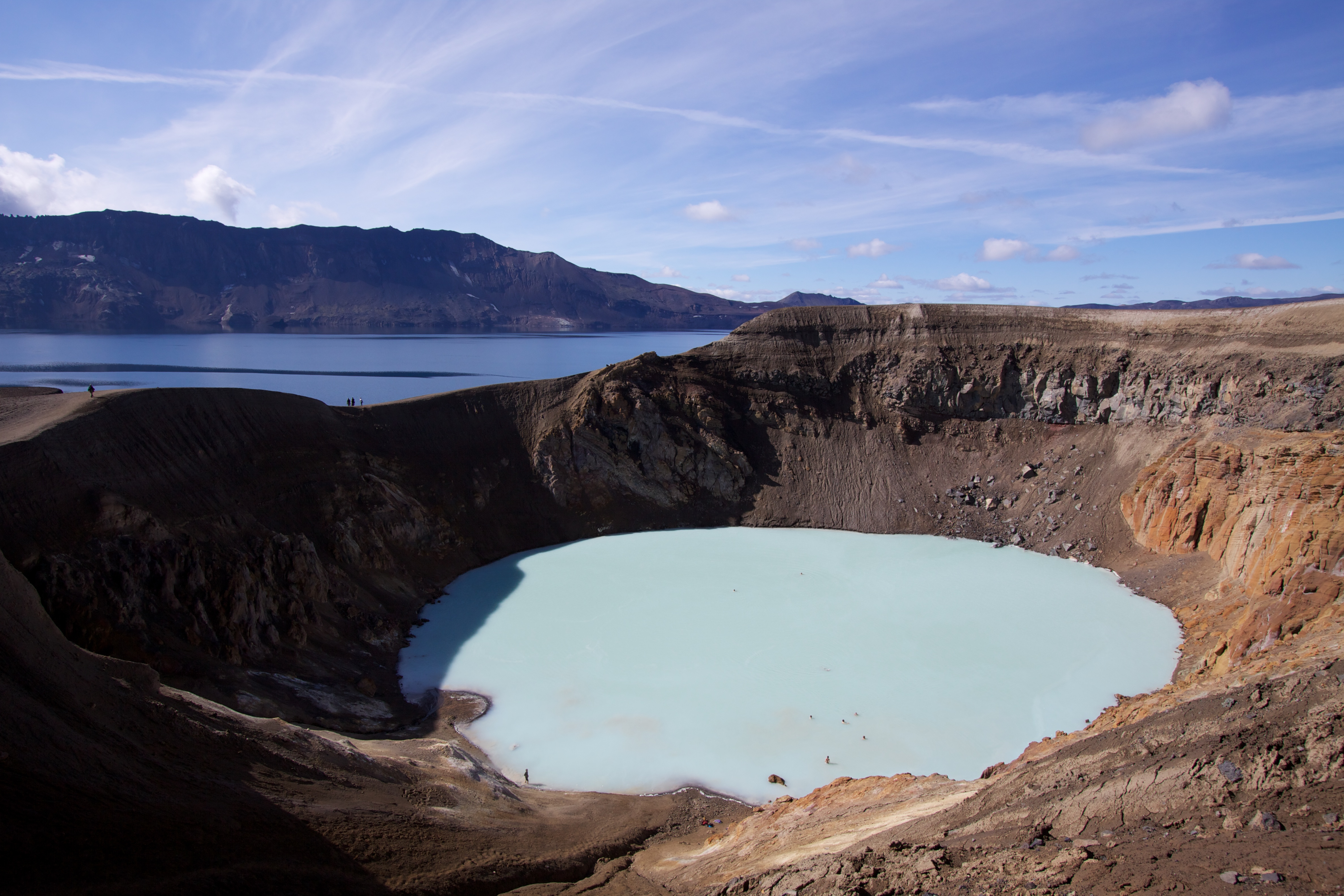
La caldera del Viti con l'Öskjuvatn sullo sfondo
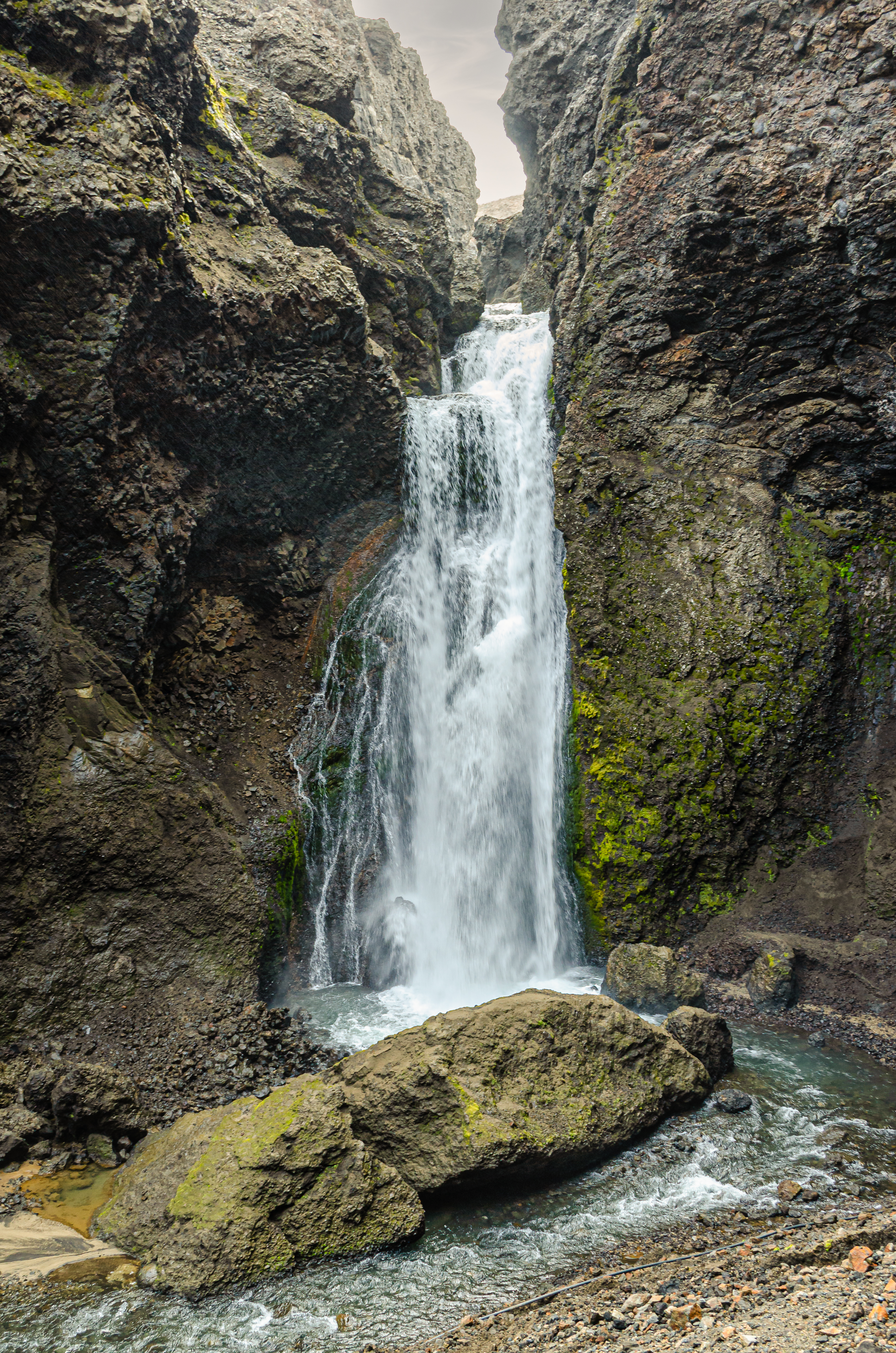
Drekagil